# Muzeum Ziemi Czarnkowskiej
Muzeum Ziemi Czarnkowskiej – muzeum o charakterze historycznym, archeologicznym i etnograficznym, poświęcone okolicom Czarnkowa, Lipicy, Romanowa (obecnie Romanowo Górne i Dolne) i Walkowic. Znajduje się w Czarnkowie, w budynku dawnej pruskiej szkoły z końca XIX wieku.

## Historia
Gromadzenie zbiorów dla muzeum rozpoczęło się już w okresie międzywojennym i prowadzone było przez profesorów tutejszego gimnazjum. Pierwotnie muzeum miało nosić nazwę "Muzeum Nadnoteckie", ale do wybuchu II wojny światowej nie udało się go utworzyć. Po wojnie gromadzeniem zbiorów zajmował się m.in. dyrektor Miejskiej Biblioteki Publicznej. Do idei utworzenia muzeum powrócono dopiero w 1994 roku, a ostatecznie otwarcia dokonano 10 czerwca 1998.

## Ekspozycja
Zbiory prezentowane są w trzech działach: archeologicznym (najstarsze przedmioty z 2 poł. I w. n.e.), etnograficznym (wiejskie wyposażenie z przełomu XIX i XX w.) i artystyczno-historycznym (pamiątki i archiwalia dotyczące powiatu czarnkowskiego). W muzeum znajduje się też ekspozycja stała "Z dziejów Czarnkowa". Wystawom czasowym towarzyszą wernisaże, spotkania autorskie i zajęcia o charakterze warsztatowym.

## Bibliografia

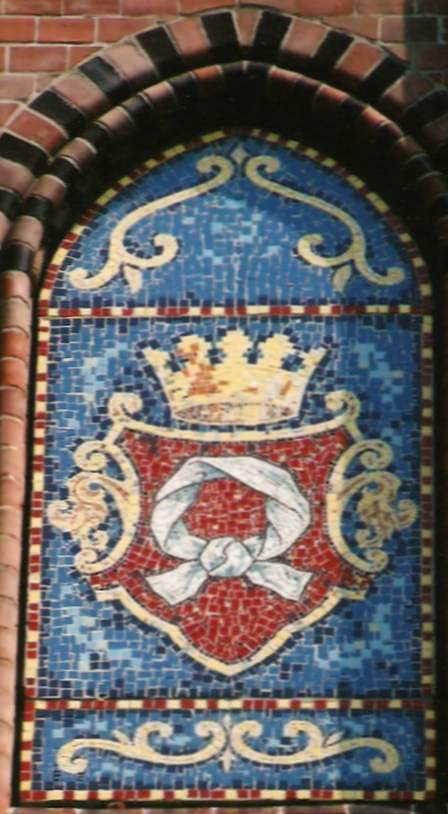
Herb miejscowości Czarnków na elewacji budynku poczty